# البوير (جماعة أزلا)
البوير أو ما يسمى عند أهل تطوان بخندق حمان. وهي قرية في دوار دار علالو بجماعة أزلا، تطوان.
يقدر عدد سكان القرية بحوالي 2000 نسمة.  و تضم حوالي 11 معمل للآجر.